# Laia Masramon Vendrell
Laia Masramon Vendrell (Sampedor, Barcelona, 1981) es una de las pianistas y fortepianistas españolas con más proyección internacional. Ha actuado en las más prestigiosas salas de concierto de España, así como en Francia, Portugal, Inglaterra, Alemania, Suiza, Bélgica, Túnez, Colombia y Estados Unidos, incluyendo el Auditorio Nacional de Música de Madrid, el Palacio de la Música Catalana de Barcelona, el Auditorio de Barcelona, el King's Place Concert Hall de Londres, el Holywell Music Room de Oxford, Kartause Ittingen de Suiza, el Temple University en Filadelfia, Auditorio Pau Casals de El Vendrell, Teatro Ayala de Bilbao,
Teatro Victoria Eugenia de San Sebastián, Auditorio y Palacio de la Ópera de Galícia, Abbatiale
de Beaugency, Château de Chambord, Château d’Arcanges, Espace Bellevue de Biarritz, etc.
Se inició en la música a los 6 años con su abuela M. Noguera. A los 19 obtuvo
el Título Superior de Piano, estudiando con Carlos Julià y Ramon Coll. Durante varios años,
recibió clases ocasionales de Alícia de Larrocha. Del 2001 al 2006 realizó 5 años de posgrado
con Galina Egiazarova (profesora de pianistas como Radu Lupu o Arcadi Volodos), en la Escuela Superior de Música
Reina Sofía (Madrid), donde también estudió música de cámara con Martha Gulyás, becada por Juventudes Musicales
de Madrid, AIE, Sociedad de Artistas de España, la Fundación Isaac Albéniz, Fundación Agrupación Mutua, Fundación
Pere Pons y la Generalidad de Cataluña. En el 2004 su Majestad la Reina Sofía le otorgó los diplomas de “alumno más
sobresaliente” de la Escuela Superior de Música Reina Sofía (tanto en la Cátedras de Piano como en la de Música de
Cámara). Ha recibido clases magistrales de Ferenc Rados, Krystian Zimerman, András Schiff, Alaxander Sätz, Rita
Wagner, Valeria Szervánszky, Ralf Gothoni, Paul Badura-Skoda, André Watts, Peter Frankl, Emmanuel
Krasowsky, Jean-Bernard Pommier, Bruno Canino, Erich Höbarth, Vitaly Margulis, Tsuyoshi Tsusumi, Zakhar
Bron, Diemut Poppen, etc.
Ofreció su primer recital a los 11 años. A los 15, Lawrence Foster la seleccionó para actuar como solista con la
Orquesta Sinfónica de Barcelona y Nacional de Catalunya (OBC), y a los 17 años debutó en el Palacio de la Música
Catalana”de Barcelona (Temporada Sinfónica de la OBC 1998-99, Bach Concierto para dos pianos y orquesta BWV
1061 junto con Jean-Bernard Pommier, y Mendelssohn Concierto para piano n.º 2). Posteriormente ha actuado con la
OBC en tres ocasiones más: en 1999, en gira por el País Vasco, y en los años 2000 y 2006 en el Auditorio de Barcelona
(Triple Concierto de Beethoven con los miembros del Cuarteto Casals Abel y Arnau Tomás, Temporada Sinfónica de la
OBC 1999-2000; y Concierto de Shostakovich n.º 1, Temporada Sinfónica de la OBC 2006-2007). Como solista también
ha actuado, entre otras, con la Orquesta Nacional de España, Orquesta Sinfónica de Castilla y León, Prague Philarmonie
Orchestra, Ensemble Musikè, Franz Liszt Chamber Orchestra, Capriccio Barockorchester, OCV, OCG o JOSG y ha sido
dirigida por James Judd, Hans Graf, Jakub Hrusa, Junichi Hirokami, Peter Csába, Jean-Bernard Pommier,
Alejandro Posada, Edmon Colomer, Jordi Mora, Rubén Gimeno, Víctor Ambroa, Francesc Guillén y Facundo
Agudín (conciertos de C.P.E. Bach, J.S.Bach, Haydn, Mozart, Beethoven, Chopin, Schumann, Mendelssohn,
Shostakovich, etc).
Interesada en divulgar la música española dentro y fuera de España, no sólo ha tocado obras de Granados, Albéniz,
Mompou o Montsalvatge en distintos auditorios de España, sino también en Francia, Bélgica, Inglaterra, Colombia y
Túnez (en salas o festivales como “Solistes de l’Europe” en Bruselas, “Jeunes Virtuoses à Ennejma Ezzahra” en Túnez,
“Musikè International Concert Series at the University of Durham” en Inglaterra, Solistas del siglo XXI en la Real
Academia de Bellas Artes de Madrid, Museo del Prado de Madrid, Festival Internacional de Música de Santander, el
Auditorio del Caixafòrum de Barcelona, Auditorio de Gerona, CCC de Pamplona, etc). Ha realizado giras de conciertos
de música española con Juventudes Musicales de España y Clásicos en Ruta de AIE (Asociación de Intérpretes y
Ejecutantes de España). También se ha interesado por compositores españoles contemporáneos: el próximo marzo de
2018 tocará en recital en el Palacio de la Música de Barcelona dos obras del compositor catalán Albert Guinovart
(además del I Cuaderno de la Música Callada de Mompou y la última sonata de Schubert D960). En el 2009, el
compositor catalán Josep Maria Guix dedicó su pieza para chelo y piano “Three Haikus” al duo que Laia Masramon
forma con el chelista Christoph Richter (“Para Laia Masramon y Christoph Richter, como agradecimiento por su
memorable concierto en Barcelona”, J.M. Guix). Conoció personalmente al compositor Xavier Montsalvatge, quien la
escuchó privadamente en su casa y en concierto en el Palacio de la Música de Barcelona cuando debutó como solista a
sus 17 años (concierto del que el mismo Montsalvatge escribió una muy buena crítica en el periódico La Vanguardia).
En 2009 hizo un proyecto músico-poético con la integral de la Música Callada de Mompou, intercalando en medio de
los cuatro cuadernos de Mompou poemas de San Juan de la Cruz recitados por el actor Juan Carlos Naya (Festival de
Arte Sacro de Guadalajara). Ha grabado conciertos en directo con música española para distintas radios internacionales:
Belgium National Radio, Radio Nacional de España, Catalunya Música, Radio Nacional Colombiana, Tunisian National
Radio, etc. En el 2005 participó en la grabación del CD divulgativo del Centre des Musiques Arabes et
Méditerranéennes (con obras de Granados), patrocinado por el Goethe Institut de Túnez, y en el 2006 participó en la
grabación de un CD editado por Sony España (con obras de Albéniz y Granados). Este otoño de 2017 saldrá a la venta
su primer CD en solitario grabado por la discográfica PlayClassics, con obras de Granados, Albéniz y Mompou. 
Muy interesada también en el campo de la música de cámara, ha formado parte de diversas formaciones estables y toca
con músicos de la talla de Maurice Bourgue, Sergio Azzolini, Radovan Vlatkovic, Lorenzo Guzzoni, Richard
Watkins, Joanna Shaw, Hansjörg Schellenberger, Jean-Bernard Pommier, Rodney Mack, William Bennett, Sara
Beaty, Ursula Leveaux, Guy Jonhston, Jose Vicente Castelló, Vicent Alberola, Guilhaume Santana, Carmina
Quartett, etc. Desde el 2009, forma cuarteto con piano estable junto con Erich Höbarth (primer violín del Quatuor
Mosaïques), Hariolf Schlichtig y Christoph Richter, formación con la que editaron un DVD promocional (grabado
por CristalFilms) de un concierto en directo ofrecido en el Auditorio de Barcelona, dentro de la Temporada de Música
de Cámara 2009-2010, con cuartetos de Brahms, Schumann y Mozart.
Invitada en diversas temporadas estables y festivales internacionales (Festivales de Peralada, Santander o Sitges,
Inglaterra The Oxford Philomusica International Piano Festival, King’s Place Concert Hall Season y Open Chamber
Music Festival at IMS Prussia Cove, Francia Musikè France en Region Centre y Festival Piano Classique de Biarritz,
Suiza Kartause Ittingen, etc), también ha actuado en festivales especializados en música contemporánea, como el
Festival Nous Sons de Barcelona (tanto con obras de piano solo como música de cámara).
Galardonada en premios y concursos varios, en el 2004 el Ayuntamiento de Barcelona le concedió la Mención Especial
del Premio Ciudad de Barcelona (en la especialidad de Música).
Del 2014 al 2016 ha realizado otro Master, especializado en este caso en Fortepiano (Instrumentos Originales) e
Interpretación Histórica (SPAM: Master en Interpretación Especializada de la Música Antigua, Especialidad Fortepiano,
Schola Cantorum Basiliensis - Hochschüle für Alte Musik, de Suiza, bajo el tutelaje de Edoardo Torbianelli).
Durante los últimos años, Laia Masramon ha consolidado una doble faceta profesional, añadiendo a su carrera como
concertista de piano (en instrumentos modernos) una intensa actividad como fortepianista también, tocando en
instrumentos originales de distintos períodos en ciclos especializados como Freunde Alter Musik, Leonhardskirche
(Basel), Musique des Lumières, Eglise St-Pierre (Porrentruy), Festtage Basel, Wildtsches Haus (Basel), o la Kleiner
Saal de la Schola Cantorum Basiliensis.
De los conciertos que ofreció en la temporada pasada como fortepianista (en instrumentos originales) cabe destacar los
que realizó en Suiza como solista con la Capriccio Barockorchester, dirigida por Facundo Agudín, interpretando el
Concierto para fortepiano y orquesta n.º 6 de Mozart y el Concierto para fortepiano, cembalo y orquesta Wq 47 de C.P.E.
Bach (con el cembalista Pablo Kornfeld), así como distintos recitales de fortepiano con obras de Scarlatti, Haydn,
Mozart, Schubert y Chopin, o el Melodramen Project para fortepiano y voz recitada (con obras de Reinecke y Schubert,
con las sopranos Aiko Sonne y Cécilia Roumi, y el barítono Csongor Szántó).
De los conciertos que ha ofrecido recientemente como pianista (en instrumentos modernos) cabe destacar distintos
recitales de piano (Palacio de la Música de Barcelona, Temporada de Ibercamera, Auditorio de Gerona, Piano Classique
Festival of Biarritz, Teatro Metropol de Tarragona, Auditorio Pau Casals, El Vendrell, Torroella de Montgrí, St. Feliu,
XXXII Festival Internacional de Música de Deyá, Baleares, etc), distintos conciertos de música de cámara con músicos
como William Bennett, Sara Beaty, Ursula Leveaux, Guy Jonhston and Rodney Mack (Open Chamber Music
Festival at IMS Prussia Cove, Inglaterra y Temple University, Philadelphia), el quinteto de vientos con piano formado
con Maurice Bourgue, Sergio Azzolini, Radovan Vlatkovic y Lorenzo Guzzoni (Festival Sen Batuta, Galícia), y los
conciertos como solista con la Orquesta Sinfónica de Castilla y León y el director Alejandro Posada, interpretando el
concierto de Schumann, que realizó en los Auditorios de Valladolid y León.
Futuros proyectos incluyen distintos conciertos tanto como fortepianista (concierto a cuatro manos con el fortepianista
Edoardo Torbianelli, en el festival el Freunde Alter Musik de Basilea, y el concierto que ofrecerá junto a la soprano
María Eugenia Boix y el chelista Arturo Muruzábal con dos fortepianos originales -un Broadwood del 1832 y otro
del 1860- en el Festival de Segovia este julio de 2017), como pianista (varios recitales en el Festival Clásicos en Verano
de la Comunidad de Madrid y en el festival Noches Musicales en el Parque Güell de Barcelona, con obras de Granados,
Albéniz, Chopin, Wagner-Liszt y Debussy).
Desde el 2006 combina su carrera concertística con una intensa actividad docente (impartiendo clases privadas de
piano, improvisación y música de cámara en Madrid a alumnos de nivel profesional, superior y posgrado). A su vez, ha
impartido cursos de perfeccionamiento de piano y masterclasses en conservatorios de Catalunya, Valencia, Colombia y
Túnez. El próximo mes de mayo y junio impartirá una nueva masterclass de piano en Barcelona (Escuela de Música de
Casp). Actualmente Cristalfilms está editando un DVD del último recital que ofreció en el Palacio de la Música de
Barcelona (con piezas de Brahms, Chopin, Debussy, Scriabin y Arvo Pärt), y está preparando la grabación de su
segundo CD con la discográfica PlayClassics. 

Su carrera ha merecido el reconocimiento de diversos premios entre los que destaca el «Premi Associació Catalana de Compositors», el premio «Bagencs'99», la Mención Especial del «Premi Ciutat de Barcelona 2004», del ayuntamiento de Barcelona y el Premio al alumno más distinguido de la Cátedra de Piano y Música de Cámara de la Escuela Superior de Música Reina Sofía en Madrid, entregado directamente por la Reina de España. Ha sido grabada por SONY-España, Radio Clásica de RNE (Radio Nacional de España), Catalunya Música, Radio Classique, y las radios nacionales de Túnez y Bélgica.

## Biografía
Hizo su primera aparición en público a los 10 años junto al Trío de Barcelona (formado por Lluís Claret, Gerard Claret y Albert Atenelle) y su primer recital a los 11. A los 15 años, Lawrence Foster la selecciona para actuar como solista para la Orquesta Sinfónica de Barcelona y Nacional de Cataluña (OBC) y a los 17 años debuta en el Palacio de la Música Catalana bajo la batuta de Jean-Bernard Pommier.
Su precoz carrera como concertista, la ha llevado a actuar como solista para prestigiosas orquestas como la Orquesta Nacional de España, la "Prague Philharmonie Orchestra", la "Franz Liszt Chamber Orchestra", el "Musikè Ensemble", la "Orquesta Sinfónica de Castilla y León", la OSG, la OSV, etc., y ha sido dirigida por prestigiosos directores como James Judd, Hans Graf, Jakub Hrusa, Junichi Hirokami, Peter Csába, Jean-Bernard Pommier, Edmon Colomer, Alejandro Posada, Jordi Mora, Rubén Gimeno y Francesc Guillén. 
Además, se ha destacado como intérprete de música de cámara, formando parte de formaciones estables con músicos de la talla de Maurice Bourgue, Sergio Azzolini, Radovan Vlatkovic, Lorenzo Guzzoni, Richard Watkins, Joanna Shaw, Hansjörg Schellenberger, Jean-Bernard Pommier, Rodney Mack, William Bennett, Sara Beaty, Úrsula Leveaux, Guy Jonhston, José Vicente Castelló, Vicent Alberola, Guilhaume Santana, “Carmina Quartett”, etc. Desde 2009, forma parte de un cuarteto con piano estable junto con Erich Höbarth, Hariolf Schlichtig y Christoph Richter.